# Wiatr orawski
Wiatr orawski – wiatr typu fenowego wiejący w Karpatach. Często jest mylony z wiatrem halnym, jednak jest od niego słabszy i wieje z kierunku południowo-zachodniego i zachodniego. Maksymalną prędkość tego wiatru, odnotowana na Kasprowym Wierchu, wynosiła 53 m/s. Wiatr orawski często wieje po ustąpieniu wiatru halnego i przenosi deszcz. Nazwa wiatru wzięła się od jego kierunku, wieje on z kierunku Orawy.